# Dunes de Voorne

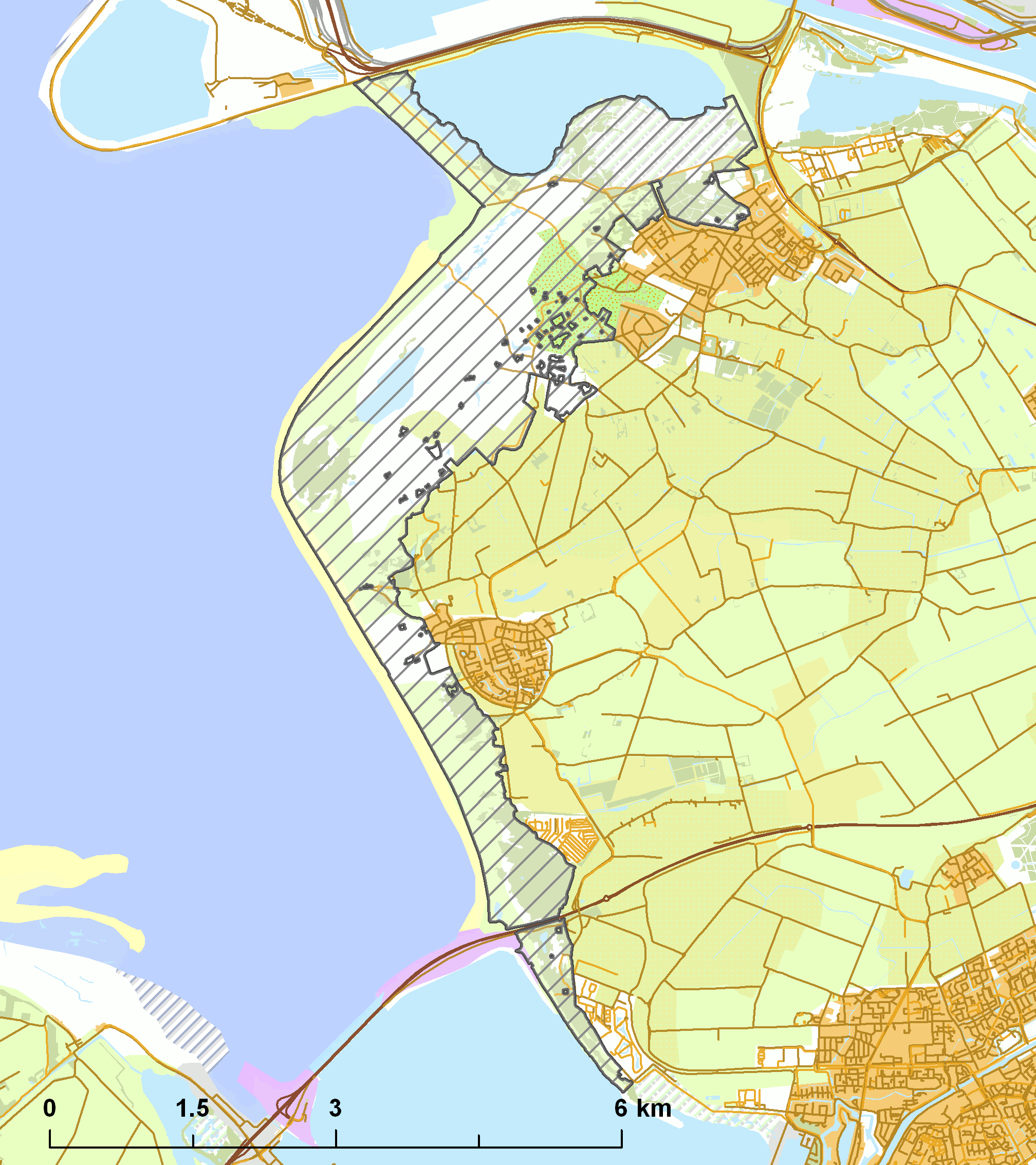
Les dunes de Voorne au sud du Maasvlakte

Les Dunes de Voorne est une réserve naturelle en Hollande-Méridionale sur l'ancienne île de Voorne aux Pays-Bas. Elle fait environ 1 400 hectares. Gérée depuis 1927 par la Natuurmonumenten, elle bénéficie d'une protection Natura 2000 depuis 2008.